# Annie Woud

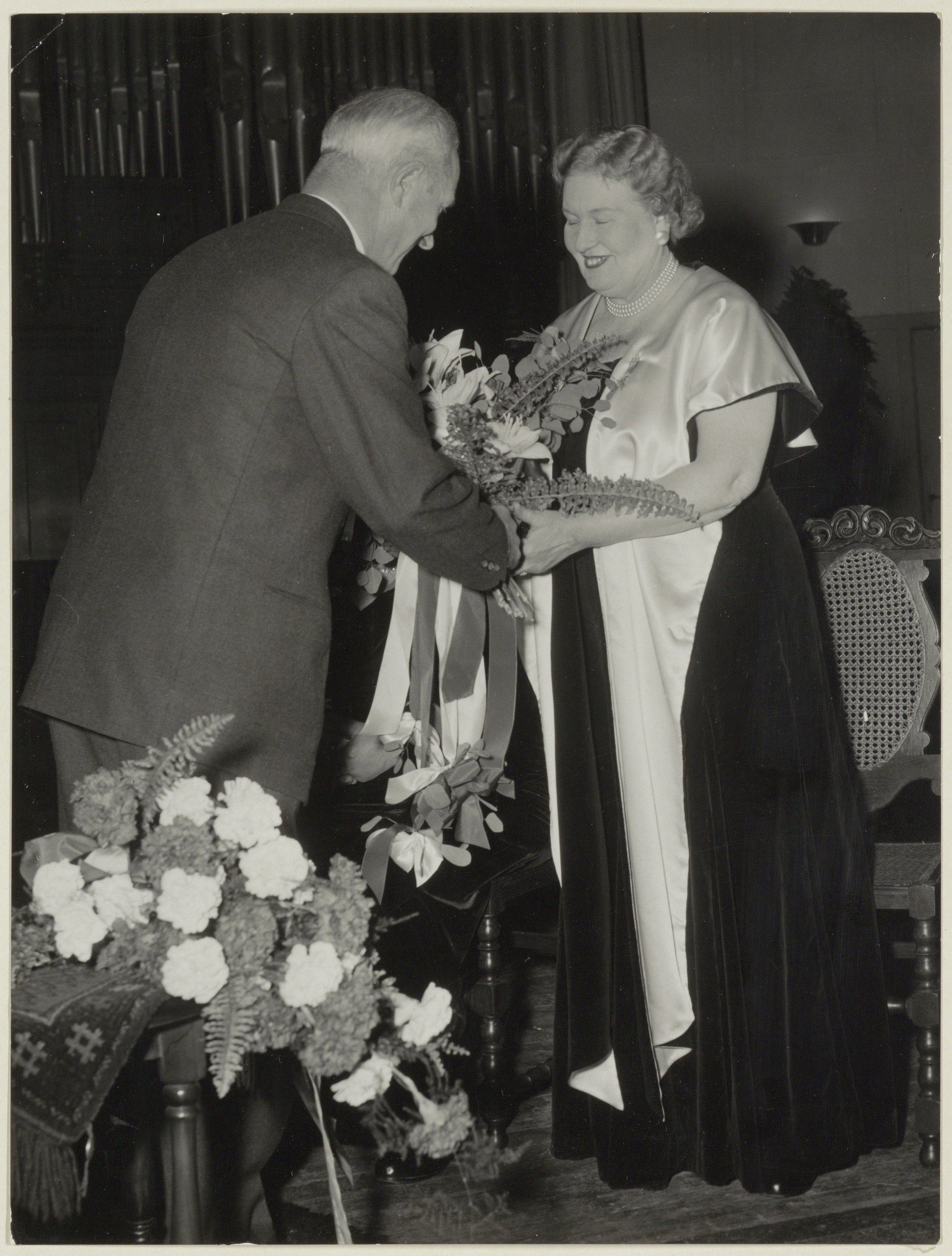
Burgemeester Cremers en Annie Woud (17 december 1956)

Anna Catharina (Annie) Woud (Haarlem, 21 september 1901- Haarlem, 27 januari 1989) was een Nederlands alt.
Ze was dochter van Aagje Koppenol en bankwerker Gerrit Woud, wonende aan de Linschoterstraat 23. Zelf bleef ze ongehuwd.
Ze kreeg haar opleiding in Haarlem bij Amalia Schuil-Hol. Ze had een vervolgstudie bij de Weense zangpedagoge Irene Schlemmer-Ambros. Al tijdens de studie vonden haar eerste optredens plaats. Het Haarlem's Dagblad van 30 december 1918 maakte al melding van haar naam voor een optreden op Nieuwjaarsavond in het gebouw "Zang en Vriendschap" te Haarlem. In 1922 stond ze samen met diverse koren onder leiding van Piet Hespe en Willem Hespe in het Haarlemse Concertgebouw. In 1925 zong ze tijdens een concert in haar geboorteplaats; in 1926 soleerde ze bij de Bach-vereniging samen met de Haarlemsche Orkestvereeniging onder leiding van Nico Gerharz. Uiteraard zong ze ook in Wenen en dan nog wel in de première in 1929 van Symfonie nr. 8 van Gustav Mahler. Als zangeres trok ze heel West-Europa door, ze was in 1946 zelfs te bewonderen in Zuid-Afrika. Ze was gespecialiseerd in het oratoriumrepertoire en met name de Matthäus-Passion van Johann Sebastian Bach, zowel in de Grote kerk in Naarden als in het Concertgebouw in Amsterdam. Een van haar lievelingswerken was de Altrhapsodie van Johannes Brahms
In aanvulling op haar optredens gaf ze zelf zangles aan de muziekschool van Leiden. Een van haar leerlingen was prinses Christina der Nederlanden. Voorts nam ze zitting in jury’s bij zangwedstrijden. Tussen 1928 en 1954 zong ze 79 met het Concertgebouworkest. Ze zong onder leiding van nationale en internationale dirigenten: Hubert Cuypers, Fred. J. Roeske, Pierre Monteux, Anthon van der Horst, Theo van der Bijl, Willem Mengelberg, Eduard van Beinum, Bruno Walter, Antoon Krelage, Willem van Otterloo, Hein Jordans, Erich Kleiber, George Szell en Rafael Kubelik. Vanaf 1956 was ze na een afscheidstournee niet meer op podia te vinden. Haar laatste concert vond plaats in Haarlem; in het comité voor haar huldiging hadden vooraanstaande personen uit de muziekwereld plaats zoals dirigent Marinus Adam, Eduard Flipse, Karel Philippus Bernet Kempers etc.; voorzitter was burgemeester Oscar Cremers. Ook kinderboekenschrijver J.B. Schuil (echtgenoot van Amalia Jacoba Hol) sprak haar toe. 
Voor haar activiteiten werd Annie Woud benoemd tot ridder in de Orde van Oranje-Nassau. Haar stem is middels een beperkt aantal opnamen bewaard gebleven.
Ze overleed in het verzorgingstehuis Huize de Beuk. Ze werd gecremeerd op Westerveld. Haar rouwadvertentie vermeldde de tekst "Remember me, but forget my fate" uit Dido and Aeneas van Henry Purcell. Het is een verwijzing naar haar vergeetachtigheid de laatste jaren; ze herinnerde volgens een In Memoriam in Trouw haar eigen zangcarrière nauwelijks.
Na haar afscheid kwam haar naam alleen nog naar voren wanneer een van haar leerlingen of collegae afscheid namen of zelf overleden, met name Jo Vincent. 